# Adicea Castillo
Adicea Castillo (Maracay, Venezuela, 17 de agosto de 1937) es una economista venezolana. Desde 1961 ha sido profesora de la Universidad Central de Venezuela y directora de la Comisión de Postgrados de la Facultad de Ciencias Económicas y Sociales FACES de la Universidad Central de Venezuela, además de miembro fundadora del Centro de Estudios de la Mujer (CEM) de la UCV.

## Carrera
Estudió en el liceo Fermín Toro, donde se graduó de bachiller.  En 1956 ingresó en la carrera de economía y se doctoró en ciencias sociales. 
Incursionó en la política y se relacionó con el movimiento sindical influenciada por su abuela, obrera del calzado.  Formó parte de la resistencia en contra de la dictadura de Marcos Pérez Jiménez; después de la caída de la dictadura, Castillo se incorporó a los partidos políticos. Su trayectoria partidista transcurrió en el Partido Comunista de Venezuela, en Acción Democrática (AD) y en el Movimiento de Izquierda Revolucionaria (MIR).  Formó parte de la juventud de AD e integró el Comité Nacional de Mujeres en el MIR.
Castillo fue miembro fundadora del Centro de Estudios de la Mujer (CEM) de la UCV, he integró la comisión directiva, y  presidenta de la Fundación de Apoyo del Centro. En el CEM fue acompañada por Nora Castañeda, Gioconda Espina, Ofelia Álvarez, Giovanna Merola, Tecla Tofano, Magdalena Valdivieso, Elizabeth Acosta y María del Mar Álvarez.
En 1961 ingresó como profesora en la Escuela de Economía de la UCV fue directora de la Comisión de Postgrados de la Facultad de Ciencias Económicas y Sociales (FACES) de la universidad, donde presentó su tesis doctoral sobre la feminización de la pobreza.
Integró la comisión directiva de Voces Vitales, capítulo Venezuela (organización internacional cuyo objetivo es la promoción el liderazgo femenino) y de la del Observatorio Derechos Humanos de las Mujeres en Venezuela.  También promovió los cambios en el Código Civil venezolano.

## Vida personal
Contrajo matrimonio con el político y abogado Américo Martín, quien era compañero de estudios y dirigente estudiantil, y más adelante con el economista Héctor Silva Michelena.
Es madre de la actriz y realizadora cinematográfica Marialejandra Martín

## Obras
- "Cada mujer es una trabajadora"[9]
- "Mano de obra y pobreza femeninas en el siglo XX venezolano"[10]